# Pasquale Passarelli
Pasquale Passarelli (n. 14 martie 1957, Gambatesa, Molise, Italia) este un luptător german, medaliat olimpic. A participat la o ediție a Jocurilor Olimpice (1984) în care a câștigat o medalie de aur.

## Participări
Lista de mai jos prezintă principalele competiții la care a participat Pasquale Passarelli de-a lungul carierei.
- wrestling at the 1984 Summer Olympics – men's Greco-Roman 57 kg[*]